# 浜松市循環まちバス

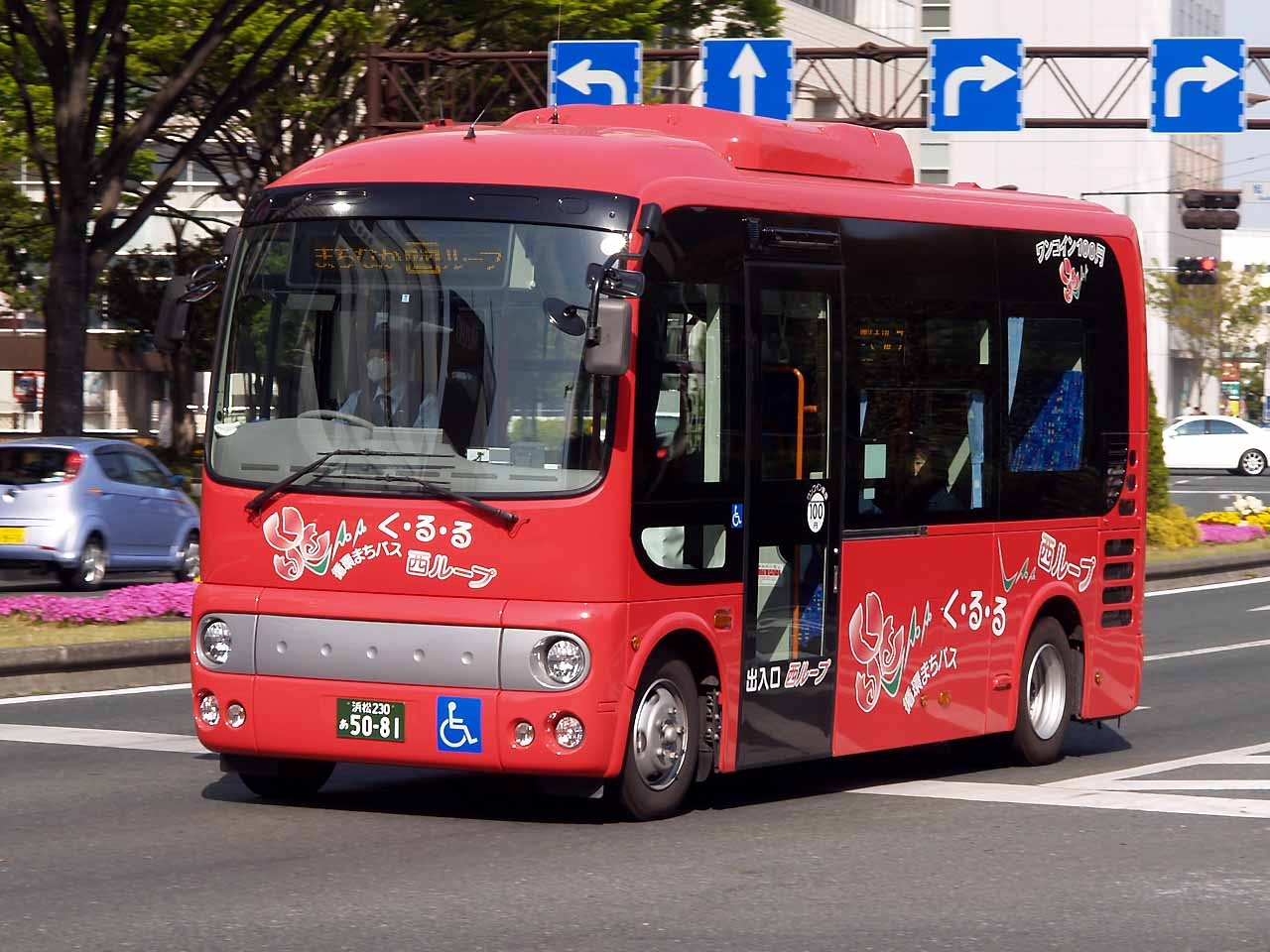
く・る・る（西ループ） 浜松駅バスターミナル付近にて

浜松市循環まちバス（はままつしじゅんかんまちバス）は、浜松市が運行主体となり中区（現・ 中央区）の中心部を環状運行していたコミュニティバス路線をいう。愛称は「く・る・る」で、運行は遠州鉄道が行っていた。
浜松市の「オムニバスタウン」構想の一環として登場したもので、中心街の移動円滑化と活性化を主な目的としていた。2002年4月1日より本格運行開始。2019年3月31日をもって事業廃止され運行を終了した。

## 沿革
- 2001年10月14日 - 12月24日
都市循環「浜松まちなかループ」として実証実験を実施。この時は時計回りのルートしか存在していなかった。
- 2002年4月1日
東・西ループ、正式運行開始。
- 2006年9月18日 - 10月15日
南ループ、実証実験として運行。浜松駅6番乗り場発10:00 - 18:30までの30分間隔で運行された。(10月1日より7番乗り場に変更)
期間中は遠鉄バス所有の中型路線車を使用した。
- 2007年4月1日
南ループ、正式運行開始。
- 2012年10月1日
再編、運行経路や運行時刻が変更。
- 2017年4月1日
東ループと西ループが統合されて北ループとなる。また、運行経路や運行時刻、運賃及び乗車方式が変更。（南ループは経路・時刻の変更なし。）
- 2019年3月31日
北・南ループ、運行終了。この日をもって事業廃止された。

## 運行内容
以下の運行内容は、2019年3月31日の廃止時点のものである。
浜松駅北地区を走る北ループ、同南地区を走る南ループの2路線があり、遠州鉄道（遠鉄バス）が全ての業務を受託している。そのためETカードやナイスパスが利用できるほか、浜松駅発着の遠鉄バス定期券を持っている場合は無料で乗車できる。
9時から17時までの間ほぼ30分間隔で運行、運賃は一日乗り放題で大人（中学生以上）200円、小児（小学生以下）100円、未就学児は有料客1名につき2名まで無料。当初は15分間隔、のちに20分間隔で運行されていた他、運賃もかつては前払い式乗り放題ではなく1乗車100円（小児50円）後払い式だった。
正式運行開始当初、北ループは東ループと西ループの2路線に分かれていた。東ループのバスは東ループの経路のみ、西ループのバスは西ループの経路のみを運行していたが、経路の再編により、西ループと東ループを交互に運行した。反時計回りのみの運行のため逆戻りができない。浜松まつりなど、中心街で催し物が開催される場合は迂回運転や運休する場合もある。

## 路線

### 2019年3月31日時点
主な経由地のみ記載。
北ループ
浜松駅(12番のりば) - 文化芸大 - 遠州病院 - 県総合庁舎北 - 浜松城・市役所 - 伝馬町 - 浜松駅
南ループ
浜松駅(7番のりば) - 駅南大通り - ハローワーク北 - 海老塚郵便局前 - 福祉交流センター - 中央柳通り - 浜松駅

### 2017年3月31日以前
東ループ
浜松駅(12番のりば) - 文化芸大 - 遠州病院 - 県総合庁舎北 - 田町 - 浜松駅
西ループ
浜松駅(14番のりば) - 肴町 - 第一通り駅 - 中央図書館 - 浜松駅
南ループ
浜松駅(7番のりば) - 駅南大通り - ハローワーク北 - 海老塚郵便局前 - 福祉交流センター - 中央柳通り - 浜松駅

### 2012年9月30日以前
東ループ
浜松駅(12番のりば) - 文化芸大 - 遠州病院 - 県総合庁舎北 - 市役所南 - 中央図書館 - 浜松駅
西ループ
浜松駅(14番のりば) - 肴町 - 市役所前 - 県総合庁舎 - 遠州病院東 - 文化芸大 - 浜松駅
南ループ
浜松駅(7番のりば) - 駅南大通り - ハローワーク北 - 海老塚郵便局前 - 福祉交流センター - 中央柳通り - 浜松駅

## 車両
2019年3月31日の廃止時点。
各系統とも日野自動車の「ポンチョ」を使用していた（点検・整備の都合で中型の路線車が代走する場合もあった）。
東・西ループでは運行開始以来、オムニノーバ・テクノロジー社の「マルチライダー」を使用してきたが、2007年9月に置き換えられた。

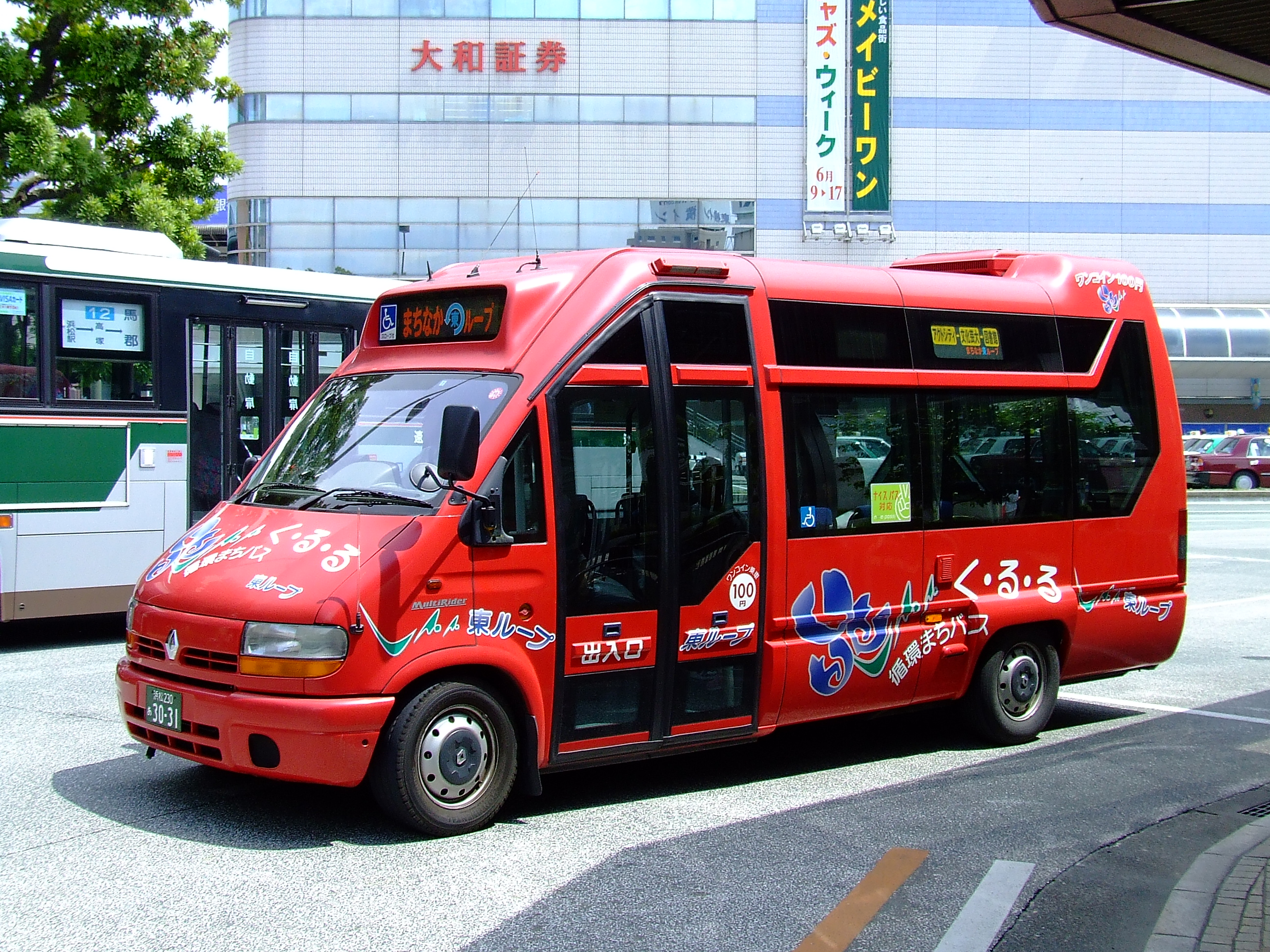
東ループで使用されていたマルチライダー
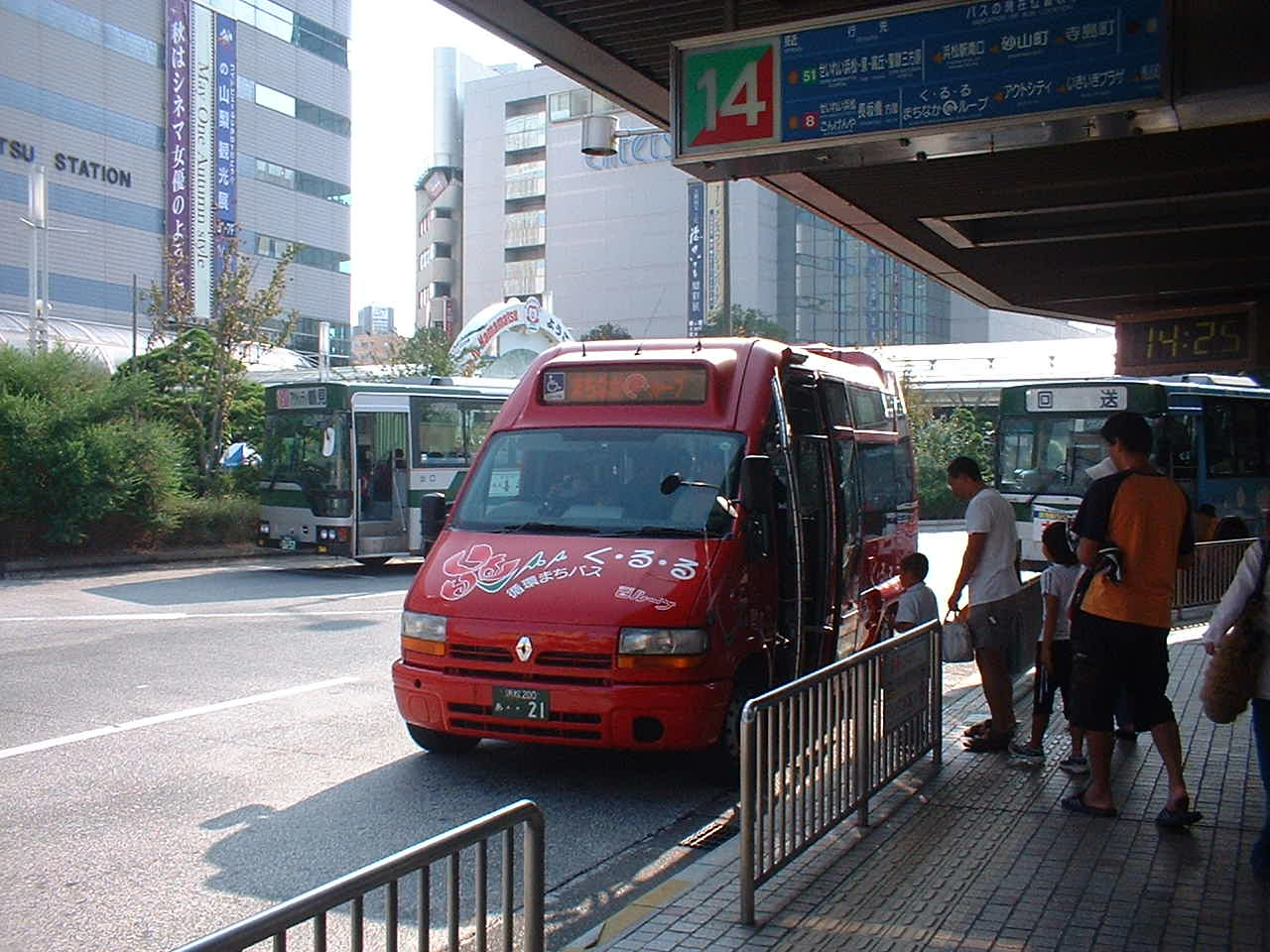
西ループで使用されていたマルチライダー